# Лабуз Павло Іванович
Павло Іванович Лабуз (12 листопада 1925 — 9 грудня 1988) — радянський військовик, в роки Другої світової війни — командир танка 2-го танкового батальйону 61-ї гвардійської танкової бригади 10-го гвардійського танкового корпусу 4-ї танкової армії, гвардії молодший лейтенант. Герой Радянського Союзу (1945).

## Життєпис
Народився 12 листопада 1925 року в селі Івашки, нині Золочівського району Харківської області, в селянській родині. Українець. Закінчив 8 класів. Працював у колгоспі.
До лав РСЧА призваний Семипалатинським РВК у червні 1943 року. У 1944 році закінчив Харківське бронетанкове училище, що перебувало в евакуації у Ташкенті (Узбекистан). Учасник німецько-радянської війни з 22 грудня 1944 року. Воював на 1-му Українському фронті.
Особливо гвардії молодший лейтенант П. І. Лабуз відзначився під час проведення Вісло-Одерської наступальної операції радянських військ. 31 січня 1945 року під час наступу на місто Штейнау він виконував обов'язки командира взводу танків Т-34. Взвод під командуванням гвардії молодшого лейтенанта П. І. Лабуза першим увірвався на вулиці міста й нищівним вогнем забезпечив підход решти танків батальйону і піхоти до центру міста. Пройшовши все місто, на північно-східній його околиці вступив у нерівний бій з танками супротивника. Будучи відрізаним від основних сил батальйону, вміло маневруючи між будинками, зайняв кругову оборону і успішно відбивав всі контратаки ворога. У ході бою П. І. Лабуз зі своїм екіпажем знищив 6 танків супротивника типу Pz IV , 2 САУ, 3 бронетранспортери і до 100 піхотинців супротивника.
Після закінчення війни продовжив військову службу. У 1951 році старший лейтенант П. І. Лабуз вийшов у запас. Мешкав у Москві, працював на заводі тракторних гідроагрегатів. Член КПРС з 1956 року. Помер майор у відставці П. І. Лабуз 9 грудня 1988 року. Похований на Введенському кладовищі.

## Нагороди
Указом Президії Верховної Ради СРСР від 10 квітня 1945 року «за зразкове виконання бойових завдань командування на фронті боротьби з німецько-фашистськими загарбниками та виявлені при цьому відвагу і героїзм», гвардії молодшому лейтенантові Лабузу Павлу Івановичу присвоєне звання Героя Радянського Союзу з врученням ордена Леніна і медалі «Золота Зірка» (№ 6007).
Також нагороджений двома орденами Вітчизняної війни 1-го ступеня (25.05.1945, 11.03.1985) і медалями.